# Leopold Pomés i Campello
Leopold Pomés i Campello (Barcelona, 17 de novembre de 1931 - Girona, 27 d'agost de 2019) va ser un polifacètic artista català, director de cinema, restaurador, principalment conegut per la seva activitat de fotògraf i publicista.

## Biografia
Fill de Leopold Pomés i Pascual i de Júlia Campello i Torrents, va néixer el 1931 a la ciutat de Barcelona. Pren contacte amb la fotografia quan treballava a la llibreria Vergara i el propietari li va ensenyar a revelar. De formació autodidacta i company de tertúlies d'artistes com Joan Brossa, Antoni Tàpies o Modest Cuixart, ben aviat es va interessar per la fotografia, un art en el qual sempre es va mantenir al marge de les escoles tradicionals.
Va fer la seva primera exposició fotogràfica a Barcelona a les Galeries Laietanes, on presentava una sèrie de retrats que varen crear força polèmica. Amb tot, aquesta exposició va estar molt ben valorada pels pintors del Dau al Set que eren els models d'alguns d'aquests retrats. Però quan es va donar a conèixer a nivell nacional va ser després de la seva participació en la revista AFAL junt amb altres fotògrafs d'avantguarda. En aquest primer període destaca la solitud com a tema recurrent en la seva trajectòria artística, una temàtica que va ser el fil conductor d'una exposició retrospectiva realitzada a Barcelona el 2006.
Ha estat guardonat amb la Medalla d'Or al Mèrit Artístic de l'Ajuntament de Barcelona, amb el Premi Nacional d'Arts Plàstiques el 1998 i amb la Creu de Sant Jordi el 1999, tots dos guardons concedits per la Generalitat de Catalunya.
Al desembre de 2015 es va anunciar el seu nomenament com a membre d'honor de l'Acadèmia del Cinema Català. Va morir als 87 anys, el 27 d'agost de 2019.

## Activitat professional
Després dels seus inicis com a fotògraf —d'estil molt personal— i la seva primera exposició fotogràfica l'any 1955, Pomés es va decantant cap a la producció audiovisual en publicitat. Va entrar a l'agència Pentágono que aleshores era una de les que més treballava en cinema i publicitat. Tot i que ell era fotògraf va demanar que li fessin una prova i va resultar que ho va fer millor que els altres. El 1961 va fundar amb Karin Leiz Studio Pomés, amb el qual es va donar a conèixer com a fotògraf de publicitat. Va dirigir l'agència de publicitat Tiempo. És conegut mundialment per la creació de la bombolla Freixenet. Fou director publicitari de la marca del Grup Freixenet i director de nombrosos dels seus espots publicitaris. També va desenvolupar espots per altres marques. Va aconseguir primers premis en publicitat a la Biennal de Venècia i al Festival de Canes.
Al costat de Víctor Sagi va dirigir l'espectacle d'obertura de la Copa del Món de Futbol 1982 a Barcelona. Va ser triat per crear la campanya d'imatge de la candidatura per organitzar els Jocs Olímpics d'Estiu 1992 a Barcelona.
Dins de la seva activitat al món de la gastronomia va crear els restaurants Flash Flash i Il Giardinetto, el primer especialitzat en truites i el segon en gastronomia italiana.
L'any 2018 va obtenir el Premi Nacional de Fotografia d'Espanya.

## Foto-llibres
- Rilke, Rainer Maria. Les fenêtres (en francès).  R.M., Barcelona, 1958.
- Perucho, Joan. Gaudí: Una Arquitectura de Anticipación (en castellà), 1967.
- Pomés, Leopoldo. La muerte en directo (en castellà), 1978.
- Pomés, Leopoldo. Barcelona 1957.  Barcelona: La Fábrica Editorial i Fundación Foto Colectania, p.160. ISBN 978-84-15303-98-5.
- Pomés, Leopoldo. Teoria i pràctica del Pa amb Tomàquet.  Tusquets Editores, p.141. ISBN 84-7223-772-9.

## Obra escrita
- Pomés, Leopoldo. Teoria i pràctica del Pa amb Tomàquet.  Tusquets Editores, p.141. ISBN 84-7223-772-9.

## Pel·lícules
- Ensalada Baudelaire (1978)[14]

## Exposicions
- 1997. Palau de la Virreina. Barcelona[15]
- 2006. "Solituds", Galeria dels Àngels, Barcelona
- 2012. "Barcelona 1957", Fundació Foto Colectania, Barcelona[16]
- 2013. Palau Robert, Barcelona